# Місія ООН у Кот-д'Івуарі
Місія ООН у Кот-д'Івуарі (Opération des Nations Unies en Côte d'Ivoire, ONUCI) — миротворча місія ООН у Кот-д'Івуар, заснована на основі резолюції Ради Безпеки 1528 (2004) від 27 лютого 2004.
Після президентських виборів 2010 року в Кот-д'Івуарі та політичної кризи ОООНКІ продовжувала залишатися в країні з метою захисту цивільного населення, сприяння наданню гуманітарної допомоги, підтримки івуарійського уряду в здійсненні програми роззброєння, демобілізації і реінтеграції комбатантів, а також допомоги в області прав людини.

## Чисельність місії
З квітня 2004 року
- Чисельність: 3400

- Військовий і поліцейський персонал — 2396:
  - військовослужбовці — 1805;
  - військові спостерігачі — 72;
  - поліція — 519;
- Цивільний персонал — 961:
  - міжнародний цивільний персонал — 301;
  - місцевий цивільний персонал — 660;
- Добровольці ООН — 43;
- Число загиблих — 144

Затверджений бюджет на період з липня 2016 по червень 2017 року: 153 046 000 дол. США.

### Країни

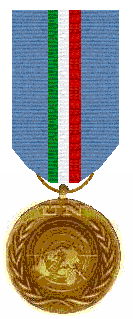
Медаль ООН за службу в Місії

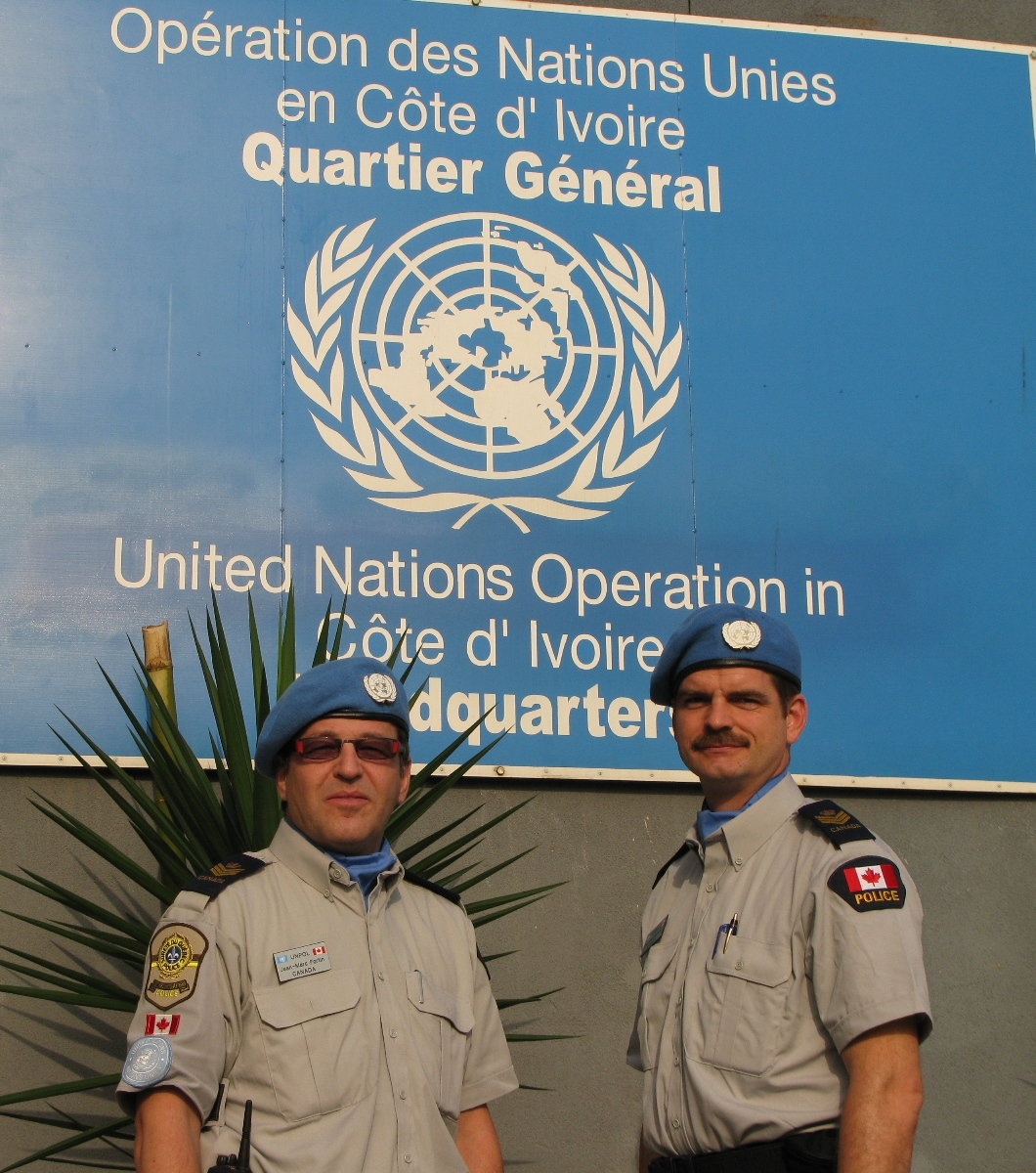
Місія ООН у Кот-д'Івуарі

#### Військова підтримка
- Бангладеш
- Бенін
- Болівія
- Бразилія
- Чад
- КНР
- Еквадор
- Єгипет
- Сальвадор
- Ефіопія
- Франція
- Гамбія
- Гана
- Гватемала
- Гвінея
- Індія
- Ірландія
- Йорданія
- Малаві
- Марокко
- Намібія
- Непал
- Нігер
- Нігерія
- Пакистан
- Парагвай
- Перу
- Філіппіни
- Польща
- Південна Корея
- Молдова
- Румунія
- Росія
- Сенегал
- Сербія
- Того
- Туніс
- Уганда
- Танзанія
- Уругвай
- Ємен
- Замбія
- Зімбабве

#### Поліцейська підтримка
- Аргентина
- Бангладеш
- Бенін
- Буркіна-Фасо
- Бурунді
- Камерун
- Канада
- Центральноафриканська Республіка
- Чад
- Джибуті
- ДР Конго
- Єгипет
- Франція
- Гана
- Гвінея
- Йорданія
- Мадагаскар
- Нігер
- Нігерія
- Пакистан
- Руанда
- Сенегал
- Того
- Туніс
- Туреччина
- Україна
- Уругвай
- Ємен

### Україна
23 травня посол України в Республіці Кот-д'Івуар А. Заяць, який був присутній на інавгурації президента А. Уаттари, що відбулась 21 травня, заявив, що Україна готова узяти участь у відновленні Кот-д'Івуару. 25 травня 2011 року в Кот-д'Івуар було відправлено ще 70 українських миротворців. 19 грудня 2011 року авіаційна група зі складу 56-го окремого літакового загону ЗС України завершила виконання завдань у Кот-д'Івуарі та повернулась на базовий ліберійський аеродром Робертстфілд.
В липні 2013 року до складу контингенту з Лівії було перекинуто 10 військовослужбовців, їх було відправлено в населений пункт Ман. Крім того станом на 11 липня у склад поліцейського контингенту входило 8 українців.
10 січня 2013 року Верховна Рада України підтримала пропозицію Президента України про направлення до 130 українських миротворців і трьох вертольотів Мі-24 з Ліберії в Кот-д'Івуар та Лімпопо.